# Nada e Assim Seja
Nada e assim seja (no original em italiano, Niente e così sia, ISBN 88-17-15012-6) é um livro-reportagem da  jornalista e escritora italiana Oriana Fallaci (1929 — 2006). Escrita em 1969, na cidade de Nova York, a obra foi publicada no mesmo ano, na forma de um diário, enquanto a autora trabalhava como correspondente de guerra no Vietnam. 
O livro é o testemunho do periodo em que a autora viveu em Saigon, Vietnam, entre 1967 e 1968, como  correspondente de guerra do jornal italiano L'Europeo (extinto em 2013), acompanhada do fotógrafo Gianfranco Moroldo.:368
Obteve o Premio Bancarella, em 1970.

## Conteúdo
A obra teria nascido de uma reflexão da autora para responder à pergunta da irmãzinha Elisabetta - A vida, o que é? - na véspera de sua partida para o Vietnam em 1967. :26
Em forma de diário, o livro narra as vicissitudes da autora no Vietnam do Sul, junto com François Pelou, Felix Bolo, Claude Lorieux, François Mazure, jornalistas da  Agence France-Presse e suas opiniões sobre a guerra, geralmente considerada como um conflito que produziu muitas mortes inúteis. Fallaci reproduz entrevistas feitas com alguns protagonistas da guerra, soldados da Frente Nacional para a Libertação do Vietname do Sul (Việt Cộng), soldados do Exército dos Estados Unidos; refere-se também a dois diários escritos por dois soldados do Vietnam do Norte, um é Le Vanh Minh e o outro é desconhecido - ambos mortos. O prefácio reporta o testemunho de alguns soldados americanos que participaram do massacre de My Lai e de alguns dos sobreviventes.: 6
O diário começa com a visita ao campo de batalha de Dak To. Durante os combates, Fallaci ouve relatos dos soldados americanos que se preparam para o ataque final à colina 875, o medo da morte, a indiferença diante da desolação e do horror, a emoção que se experimenta ao matar o inimigo. Nem sequer sabem quantos são os mortos, cento e cinquenta, duzentos... E depois o escárnio: após a tomada do local, ao custo de 358 mortos, a colina 875 é abandonada.:47
E os prisioneiros? Não se fazem prisioneiros no Vietnam pois eles seriam capazes de se fazer explodir com uma bomba, para matar dois ou três membros da escolta.:49
No segundo capítulo, lê-se a entrevista com Nguyen Van Sam, o homem que causara a explosão do restaurante My Canh, dois anos antes - 25 mortos em poucos segundos. Depois de ter frequentado cursos de sabotagem em Hanoi, Nguyen Van Sam atuara em vinte e nove atentados, entre 1º de março de 1965 e 10 de julho de 1967 - 58 mortos e 196 feridos em pouco mais de dois anos. Capturado, teme morrer como um anônimo desconhecido e, para obter o reconhecimento oficial proporcionado por um processo e subsequente fuzilamento, conta tudo ao general Nguyễn Ngọc Loan.:92
No terceiro capítulo, a autora aborda Thích Quảng Đức e os budistas que se queimavam vivos, em protesto contra a administração do presidente do Vietnam do Sul, o católico Ngô Đình Diệm, e a sua política repressiva contra o budismo. Fallaci entrevista a Venerável Madre Thich Nhu Hué, a propósito do suicídio ritual com fogo de Huyn Thi Mai, para  protestar contra um governo não desejado pelo povo, segundo a Madre, mas somente pelos americanos, que seriam os principais causadores da infelicidade dos sul-vietnamitas. Fallaci também entrevista o monge budista Thích Trí Quang, inimigo visceral dos americanos e do governo apoiado por eles.:161
O livro termina no capítulo onze - não no Vietnam mas  no México, com a crônica do massacre de estudantes revoltosos em Tlatelolco, em 3 de outubro de 1968, durante a Jogos Olímpicos de Verão de 1968, quando a jornalista é ferida por tiros de metralhadora, em uma praça na Cidade do México, durante confrontos entre o exército e os estudantes.:691